# Irchester United F.C.
Irchester United F.C. là câu lạc bộ bóng đá Anh tọa lạc ở làng Irchester, gần Wellingborough ở Northamptonshire. Họ là thành viên của United Counties League Division One.

## Lịch sử
Irchester United Football Club thành lập năm 1883. Họ tham gia Northamptonshire League chỉ trong một mùa giải 1896–97. Họ gia nhập lại năm 1930, khi liên đoàn đổi tên thành United Counties Football League năm 1934, và CLB rời khỏi liên đoàn năm 1936. Irchester gia nhập lại United Counties League Division One năm 1969, và đổi tên thành Irchester Eastfield F.C. năm 1980. Tuy nhiên, sau một thập kỉ dưới cái tên mới, CLB lại chuyển về tên United năm 1990.. Mùa giải 2009–10, CLB đoạt chức vô địch đầu tiên, thăng hạng lên Premier Division. CLB lần đàu tiên tham dự FA Cup trong mùa giải 2011–12, tuy nhiên họ bị loại ở vòng tiền sơ loại thứ nhất.
Đội hình chính được dẫn dắt bởi Colin Ridgway. Đội dự bị do Dan Beaman quản lý, và đội U18 do Kieran McCullagh quản lý.

## Các danh hiệu
- United Counties Football League Division One[1]
  - Vô địch: 2009–10

## Các kỉ lục
- FA Cup[1]
  - Vòng tiền sơ loại thứ nhất: 2011–12, 2012–13
- FA Vase
  - Vòng sơ loại: 2011–12